# Elatine
- Commons
- Wikispecies

Elatine L. é um género botânico pertencente à família Elatinaceae.

## Espécies
| - Elatine ambigua - Elatine americana - Elatine brachysperma - Elatine californica - Elatine chilensis - Elatine heterandra | - Elatine hexandra - Elatine hydropiper - Elatine minima - Elatine rubella - Elatine triandra - Elatine tripetala |

- Lista completa

## Classificação do gênero
| Sistema | Classificação                      | Referência               |
| ------- | ---------------------------------- | ------------------------ |
| Linné   | Classe Octandria, ordem Tetragynia | Species plantarum (1753) |